# Zwijndrecht (Pays-Bas)
Pour les articles homonymes, voir Zwijndrecht.
Zwijndrecht est un village et une commune néerlandaise en province de Hollande-Méridionale. Elle est représentée en handibasket par le BC Verkerk, club le plus titré de tous les temps en Europe.
Le 1er novembre 2013, la commune de Zwijndrecht comptait 44 565 habitants.

## Géographie

### Communes limitrophes
| Barendrecht    | Ridderkerk  | Hendrik-Ido-Ambacht |
| Albrandswaard  | Zwijndrecht | Papendrecht         |
| Hoeksche Waard |             | Dordrecht           |

## Jumelage
- Norderstedt (Allemagne) depuis 1981[1]
- Poprad (Slovaquie) depuis 2000